# Jens-Holger Kirchner

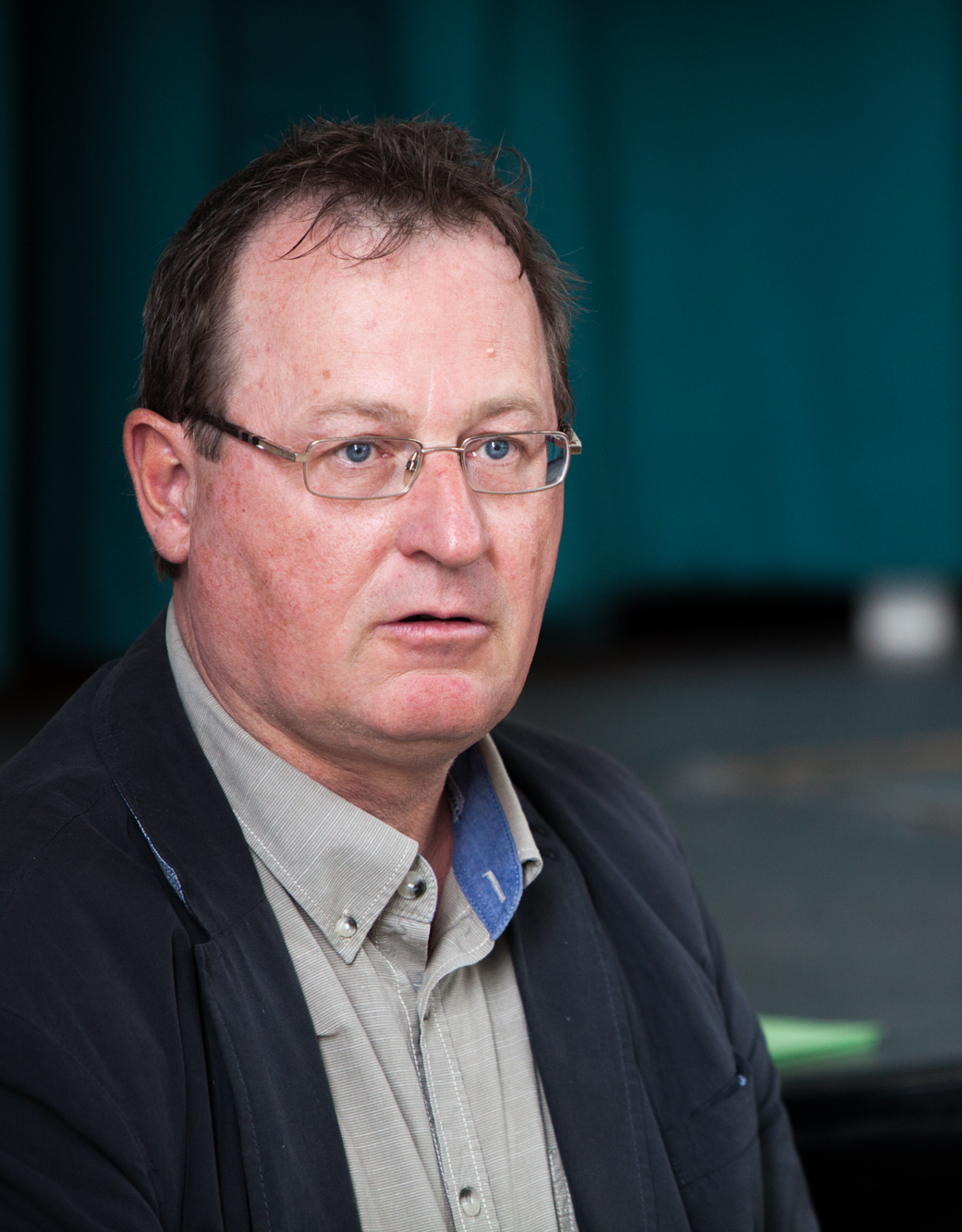
Jens-Holger Kirchner (2014)

Jens-Holger „Nilson“ Kirchner (* 19. November 1959 in Brandenburg an der Havel; † 19. Januar 2024) war ein deutscher Politiker (Bündnis 90/Die Grünen).
Er war von 2006 bis 2016 Bezirksstadtrat im Berliner Bezirk Pankow, ab 2011 zudem stellvertretender Bezirksbürgermeister. Von 2016 bis zu seiner Versetzung in den Ruhestand im Dezember 2018 war Kirchner Staatssekretär in der Berliner Senatsverwaltung für Umwelt, Verkehr und Klimaschutz.

## Leben
Jens-Holger Kirchner wurde am 19. November 1959 in Brandenburg an der Havel in der damaligen DDR geboren. Er wuchs in Woltersdorf bei Erkner auf. 1973 zog die Familie in den Berliner Bezirk Köpenick, dort schloss er 1976 die Polytechnische Oberschule ab. Da ihm der Besuch der Erweiterten Oberschule verwehrt blieb, absolvierte Kirchner zunächst eine Ausbildung zum Tischler an der Komischen Oper und holte parallel sein Abitur in der Abendschule nach.
Nach abgeschlossener Ausbildung zog Kirchner in den Bezirk Prenzlauer Berg. Dort besetzte er eine Wohnung und gründete eine Familie. Die Familie zerbrach wenig später, zudem wurde Kirchner in den Wehrdienst der Nationalen Volksarmee eingezogen. Im Rahmen des Vereins Netzwerk Spiel/Kultur Prenzlauer Berg engagierte sich Kirchner für Kinder- und Jugendhilfe im Bezirk.
Zur Wendezeit engagierte sich Kirchner beim Runden Tisch des Bezirks Prenzlauer Berg politisch und wählte die Kommunalpolitik Prenzlauer Bergs bzw. Pankows als seinen Schwerpunkt.
Kirchner war studierter Erzieher. Er war ab 2012 verheiratet und Vater zweier Kinder. Jens-Holger Kirchner verstarb im Januar 2024 im Alter von 64 Jahren infolge einer Krebserkrankung.

## Politik

### Bezirkspolitik (1990–2016)
Nach den Berliner Wahlen 1990 zog er für die PDS erstmals in die Bezirksverordnetenversammlung Prenzlauer Berg ein, der er bis 1992 angehörte. Später trat Kirchner der Wählergemeinschaft Bündnis Prenzlauer Berg bei und wurde für diese erneut zum Mitglied der Bezirksverordnetenversammlung von Prenzlauer Berg gewählt.
Ende der 1990er Jahre ging Kirchners Wählergemeinschaft im Landesverband von Bündnis 90/Die Grünen auf, er wurde 2001 Mitglied der Berliner Grünen. Parallel zu seinen Engagement auf Lokalebene absolvierte Kirchner sein Studium und arbeitete anschließend als Erzieher.
Bei den Wahlen 2001 zog er für die Grünen in die Bezirksverordnetenversammlung des fusionierten Bezirks Pankow ein und wurde zudem zu deren Vorsteher gewählt.
2006 wurde er erneut in die Bezirksverordnetenversammlung gewählt. Der nun zahlenmäßig gestärkten Fraktion der Grünen stand erstmals ein Stadtratposten im Bezirksamt zu. Kirchner wurde daraufhin zum neuen Bezirksstadtrat für Öffentliche Ordnung gewählt.
Nach den Berliner Wahlen 2011 übernahm er als Bezirksstadtrat das Dezernat Stadtentwicklung und wurde zugleich zum stellvertretenden Bezirksbürgermeister des Bezirks Pankow gewählt.
Sowohl in seiner Zeit als Stadtrat für öffentliche Ordnung als auch für Stadtentwicklung machte sich Kirchner einen Namen über die Bezirks- und Stadtgrenzen hinweg, indem er teils umstrittene Entscheidungen bei der Sanierung von Straßen in Prenzlauer Berg (Oderberger Straße und Kastanienallee) und der Veröffentlichung der Ergebnisse von Hygienekontrollen bei Restaurants im Bezirk traf. Zudem führte er die umfassende Parkraumbewirtschaftung im Bezirk ein, was zu Unmut unter Einwohnern des Bezirks führte. Zeitgleich schritt Kirchner in seinen beiden Ämtern auch mit politischen Entscheidungen voran, die später im gesamten Land Berlin Schule machten, so auch mit der Ausweitung von Millieuschutzgebieten und einer strengen Auslegung der Gesetze zu Ferienwohnungen.
Kirchner wurde von Berliner Medien unter anderem als „wenig diplomatisch“ und „Berlins härtester Stadtrat“ bezeichnet.
Bei den Wahlen zur Bezirksverordnetenversammlung im Jahr 2016 kandidierte Kirchner als Spitzenkandidat der Grünen mit dem Ziel, Bezirksbürgermeister zu werden. Dies scheiterte jedoch, da seine Partei hinter den Linken mit 20,6 Prozent nur knapp zweitstärkste Kraft im Bezirk wurde. Eine rot-rot-grüne Zählgemeinschaft auf Bezirksebene wählte daraufhin Sören Benn (Linke) zum neuen Bezirksbürgermeister.
Kirchner wurde im Anschluss erneut zum Bezirksstadtrat und stellvertretenden Bürgermeister gewählt.

### Landespolitik seit 2016
Nach den gleichzeitig stattfindenden Wahlen zum Berliner Abgeordnetenhaus bildeten SPD, Bündnis 90/Die Grünen und Die Linke eine rot-rot-grüne Landesregierung. Im Rahmen der personellen Konzeption wurde Kirchner zeitweise als Verkehrssenator gehandelt, doch letztlich nominierten die Grünen die parteilose WWF-Managerin Regine Günther.
Kirchner wurde als Staatssekretär für Verkehr der Senatsverwaltung für Umwelt, Verkehr und Klimaschutz nominiert. Der neue Senat Müller II wurde am 8. Dezember 2016, nachdem Kirchner von seinen bisherigen Ämtern im Bezirk Pankow zurückgetreten war, im Abgeordnetenhaus von Berlin ernannt und vereidigt.
Im Sommer 2018 erkrankte Kirchner an Darmkrebs und war zunächst krankgeschrieben. Um weiterhin arbeitsfähig zu sein, entschied sich Senatorin Günther im Dezember, Kirchner – laut Medienberichten gegen seinen Willen – in den einstweiligen Ruhestand versetzen zu lassen. Kirchner selbst hatte geplant, im Frühjahr 2019 seinen Dienst wieder aufnehmen zu können. Trotz erheblicher Kritik wurde Kirchner jedoch am 11. Dezember 2018 auf Antrag von Günther in den Ruhestand versetzt und Ingmar Streese zu dessen Nachfolger ernannt.
Kirchner erhielt seitens des Senats die Option, nach erfolgter Gesundung, wieder in einer „ressortübergreifenden Verwendung“ in der Berliner Senatskanzlei eingesetzt zu werden. Nach seiner Genesung kehrte Kirchner im Mai 2019 zurück und begann in der Senatskanzlei als Stabsstellenleiter für „Großprojekte“, unter anderem zuständig für die Bebauung des Flughafens Tegel und des Siemens-Campus.